# مجزرة مخبز حلفايا
 مجزرة مخبز حلفايا وهي مجزرة ارتكبت يوم 23 ديسمبر 2012 نتجت عن قصف القوات الجوية السورية لبلدة حلفايا في ريف حماة .
وذلك عندما قام الطيران الحربي التابع للنظام السوري بقصف طابور من السكان كانوا متجمعين أمام المخبز الآلي للحصول على الخبز وذلك بعد أن سيطر الجيش الحر على بلدة حلفايا بثلاث أيام. ذهب ضحية المجزرة أكثر من 300 قتيل، بحسب ما أعلن المركز الإعلامي للثورة، وقد ووثقت الشبكة السورية لحقوق الإنسان سقوط 93 قتيلاً جراء هذا القصف.